# San Pedro (Fraga)

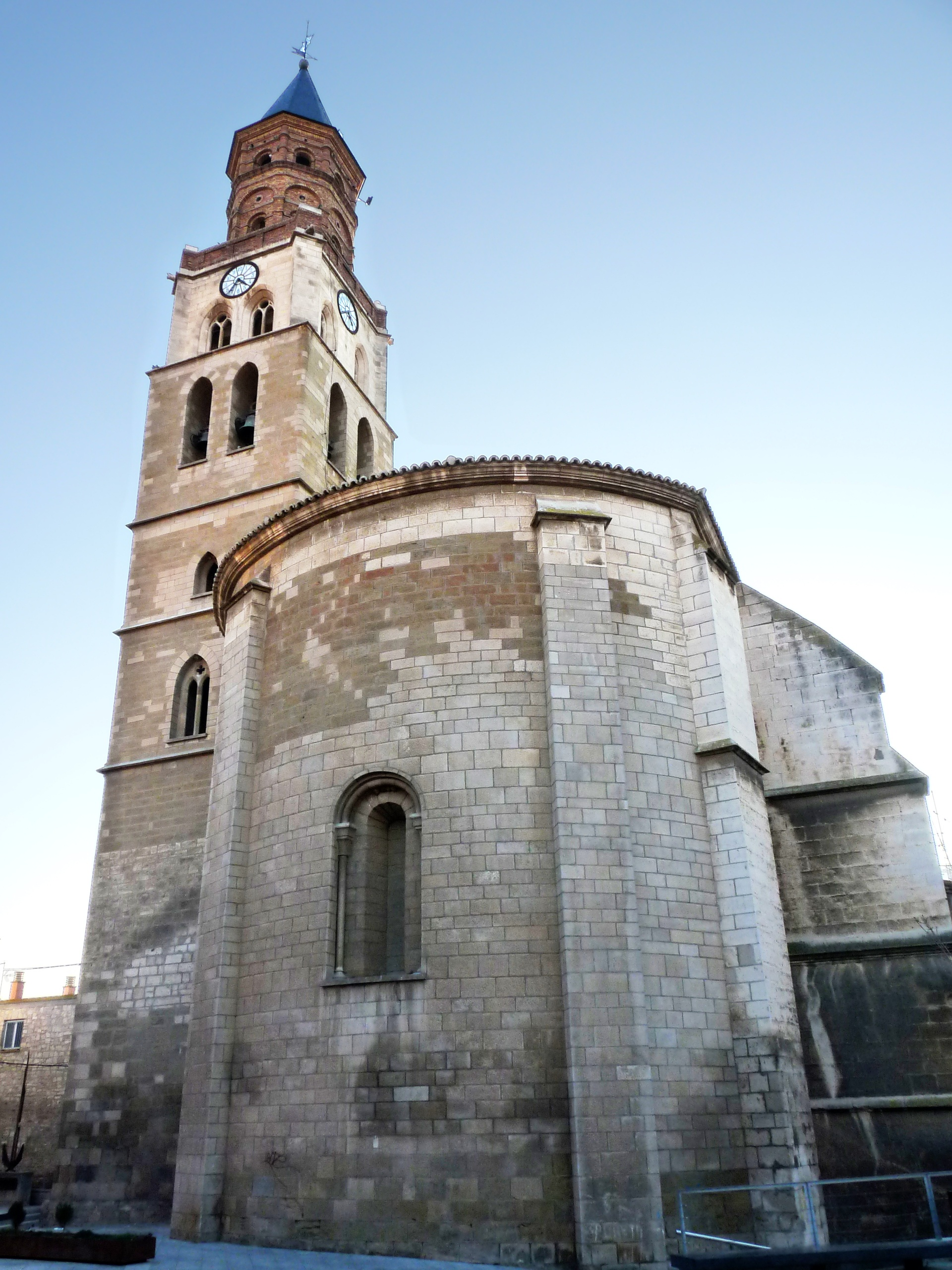
San Pedro in Fraga

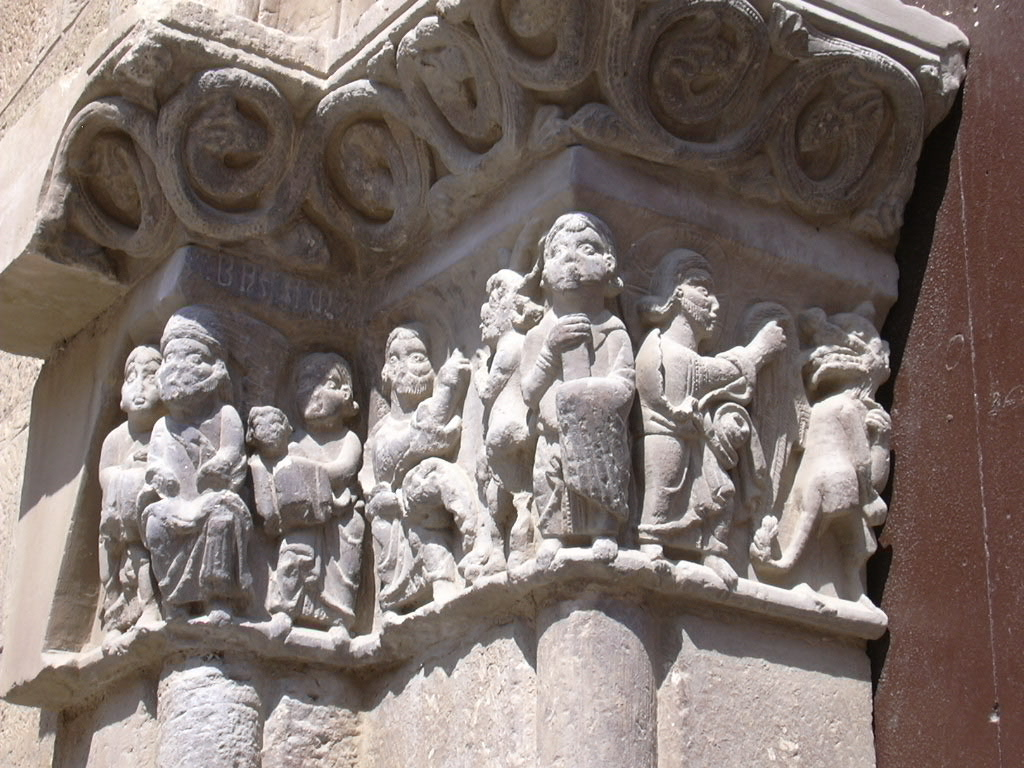
Kapitell am Portal

Die Pfarrkirche San Pedro in Fraga, einer Stadt in der spanischen Provinz Huesca der Autonomen Region Aragonien, wurde im Mittelalter errichtet. Die Kirche ist ein geschütztes Baudenkmal (Bien de Interés Cultural).

## Geschichte
Im Kern geht die Kirche auf einen westgotischen Bau zurück, der unter den Mauren als Moschee genutzt wurde. Nach der Reconquista im 12. Jahrhundert wurde der Bau im romanischen Stil verändert.

## Beschreibung
Die Kirche mit einem Schiff besitzt noch gut erhaltene romanische Kapitelle am Portal. Der Turm, im 12. Jahrhundert begonnen, wurde im gotischen Stil vollendet und schließlich während des Barock mit einem oktogonalen Aufsatz erhöht.